# リンダン・ハーン
リンダン・ハーン（モンゴル語: Лигдэн хаан、ᠯᠢᠭᠳᠡᠨ
ᠬᠠᠭᠠᠨ　英語：Ligdan Khan、1590年 - 1634年）は、モンゴル帝国の第40代（北元としては第26代）皇帝（ハーン）であり、チャハル・トゥメンの当主である。ブヤン・セチェン・ハーンの孫で、マングス太子の長男。漢字表記は林丹汗、虎墩兔。

## 生涯
1590年、マングス太子の長男として生まれる。
1603年、ブヤン・セチェン・ハーンが崩御し、父のマングス太子がハーンの在世中に亡くなっていたため、その長男であるリンダン・バートル太子が14歳で帝位につき、フトゥクト・ハーンとなる。そこでリンダン・フトゥクト・ハーンはマイトレーヤ法王、チョネ・チョエジェらから深い秘密乗の灌頂などを受け、仏法を助けた。
1617年、チベット仏教のサキャ派の高僧であるダクチェン・シャルパ・フトゥクトから灌頂を受けた。また、「白い都」と呼ばれた都市を築き、チベット仏教の寺院を多く作った。
リンダン・フトゥクト・ハーンは自らの下にモンゴル諸部族を再統一しようと考えたが、それまで対等な関係で同盟を結んでいた他のモンゴル諸部は彼の強権を嫌い、ホルチン部においては、いち早く満洲の後金国主ヌルハチと同盟し、その息子ホンタイジ率いる後金軍が内ハルハを支配下に入れたのち、熱河まで進出する事態となった。
1627年、後金国のホンタイジの圧迫を受けたリンダン・フトゥクト・ハーンは西方に移動し、1628年にハラチン、トゥメトの両ハーン家を滅ぼしてフヘ・ホト（フフホト）を占領して、河套のオルドス部を服従させ、さらに北モンゴルに勢力を伸ばした。当時、北モンゴルのハルハ部で最も強力であったのは、アバダイ・ハーンの甥のトゥメンケン・チョクト・ホンタイジで、彼はリンダン・フトゥクト・ハーンに忠誠を誓ったため、リンダン・フトゥクト・ハーンは全モンゴルをその支配下に置くことができた。
1634年、44歳のリンダン・フトゥクト・ハーンはチベット遠征に出発し、青海に入ろうとしたが、その途上シャラ・タラの草原（甘粛省武威県、永昌県方面）で病死した。その間、リンダン・フトゥクト・ハーンが不在のモンゴルでは、満洲のホンタイジ率いる後金軍がフヘ・ホトを占領し、翌年（1635年）にはリンダンの遺児エジェイが後金に降り、元朝皇帝に伝わる玉璽「制誥之宝」を後金に献上することとなった。

## 参考資料
- 宮脇淳子『モンゴルの歴史 遊牧民の誕生からモンゴル国まで』（刀水書房、2002年、ISBN 4887082444）
- 岡田英弘訳注『蒙古源流』（刀水書房、2004年、ISBN 4887082436）
- 岡田英弘『モンゴル帝国から大清帝国へ』（藤原書店、2010年11月、ISBN 4894347725）
- 石濱裕美子 『リンデン=ハーン碑文に見るチャハルのチベット仏教』、アジア・アフリカ言語文化研究(79), pp121-143, 2010年